# Mau-Mau-rörelsen

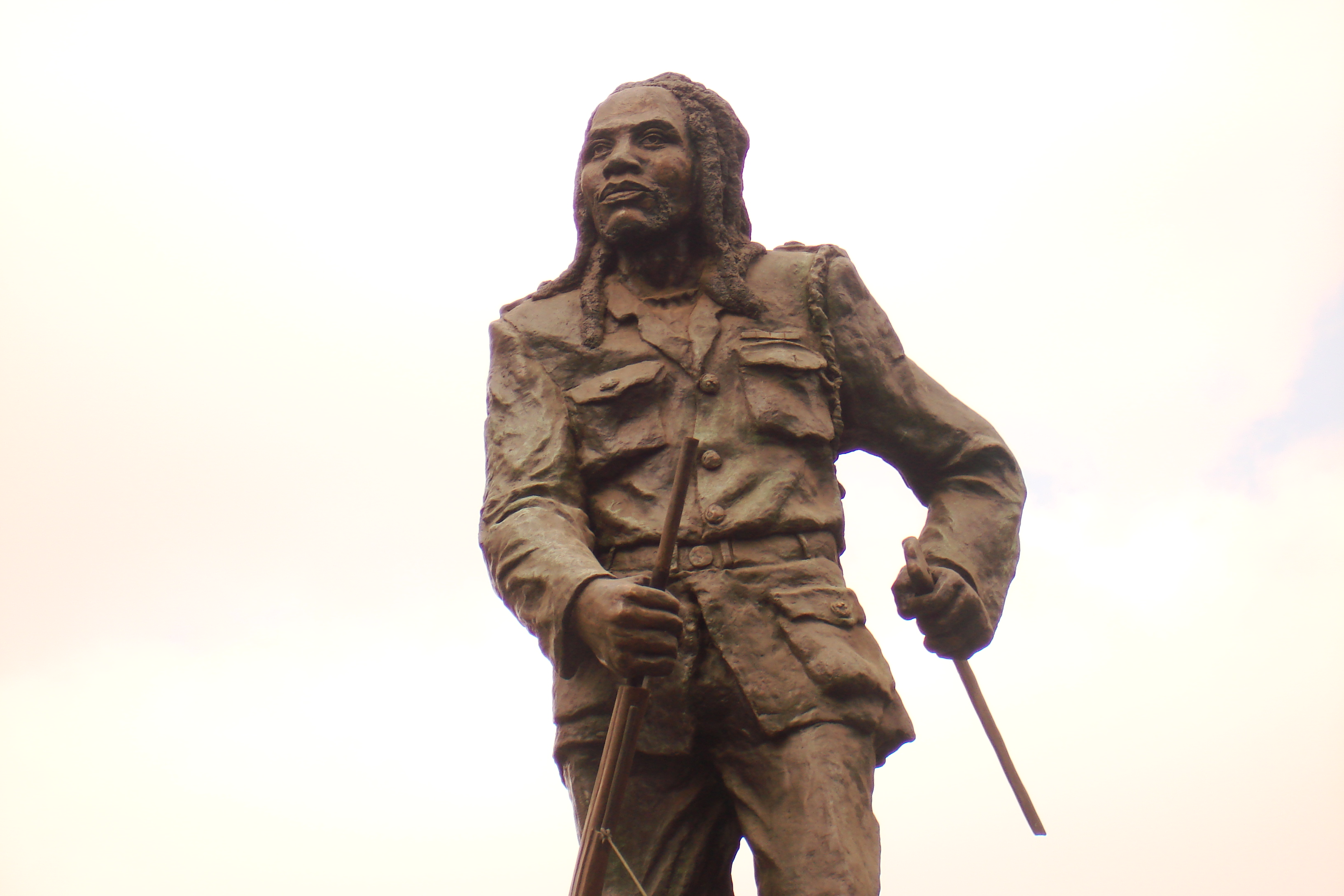
Staty som avbildar Dedan Kimathi i Nairobi, Kenya, en av ledarna för Mau-Mau-rörelsen.

Mau-Mau-rörelsen var en gerillarörelse i Kenya, främst aktiv mellan 1952 och 1956. Merparten av Mau-Mau utgjordes av medlemmar av kikuyu-stammen. Mau-Maus främsta mål var att överta den kenyanska mark som koloniserats av de vita nybyggarna.
I upproret dödades totalt cirka 13 000 afrikaner (varav 2 000 civila), där de flesta tillhörde kikuyu. Samtidigt dödades ett hundratal vita européer, varav 32 var civila bosättare. Upproret slutade i brittisk militär seger 1956, men därefter verkade resterna av rörelsen underjordiskt. I förlängningen ledde upproret till Kenyas självständighet, då blodbadet blev avgörande för att vända hemmaopinionen i Europa mot kolonisationen i Östafrika. Den sista Mau Mau-ledaren, general Baimungi, dödades kort efter att Kenya uppnått självständighet 1963.
Ledare för rörelsen var Jomo Kenyatta, senare Kenyas första president.